# Heteronaias heterodoxa
Heteronaias heterodoxa är en trollsländeart som först beskrevs av Selys 1878.  Heteronaias heterodoxa ingår i släktet Heteronaias och familjen skimmertrollsländor. IUCN kategoriserar arten globalt som livskraftig. Inga underarter finns listade i Catalogue of Life.